# Президентская кампания Григория Явлинского (2018)
Президентская кампания Григория Алексеевича Явлинского — предвыборная кампания кандидата в президенты от партии «Яблоко» на выборах президента России 2018 года. Кампания была объявлена в феврале 2016 года на съезде партии «Яблоко». Ранее он баллотировался на выборах 1996 и 2000 года и пытался сделать это снова в 2012 году, но был отклонён Центральной избирательной комиссией из-за отсутствия достаточного количества подписей. По итогам выборов Явлинский набрал 769 644 голосов (1,05 %), заняв 5-е место.

## Выдвижение
Григорий Явлинский первым объявил о своём намерении баллотироваться на президентских выборах 2018 года, на съезде партии «Яблоко» в феврале 2016 года. Явлинский был выдвинут лидером партии Эмилией Слабуновой, которая заявила, что он будет работать в качестве «альтернативы Путину и его системе», и был поддержан оппозиционным политиком Владимиром Рыжковым.
22 декабря 2017 года Явлинский был официально выдвинут кандидатом в Президенты России от партии «Яблоко». 7 февраля 2018 года был официально зарегистрирован кандидатом в президенты России по решению на заседании Центральной избирательной комиссии.
| 98        | 96,1 % | 4 | 3,9 % |
| Источник: |        |   |       |

Политологи сравнивали Явлинского с другими кандидатами от оппозиции, заявившими о своем намерении баллотироваться, в частности с Алексеем Навальным, но в то же время считали, что Явлинский не обладает таким же уровнем харизмы, как Навальный. После того, как ЦИК в конце декабря 2017 года отклонил кандидатуру Навального, были внесены некоторые предложения поддержать кандидатуру Явлинского. Однако вместо этого Навальный заявил о своём намерении бойкотировать выборы, что аналитики расценили как слабость для шансов Явлинского.

## Предвыборная программа
Программа Явлинского называлась «Дорога в будущее» и включала в себя планы на первые 100 дней его пребывания в должности президента. Среди его двух главных приоритетов — соблюдение прав человека в России и создание сильной экономики. В задачи программы входили: прекращение агрессивного противостояния и войны с Украиной, признание аннексии Крыма в 2014 году незаконным, поэтапный вывод российских войск из Сирии, нормализация дипломатических, экономических и военных отношений с Европейским Союзом и США, становление судебной системы России независимой. Явлинский заявил, что одной из его главных целей будет борьба с бедностью, в частности он хотел дать бесплатно по три акра земли каждой семье, чтобы они могли построить там дом и развить его, а также превратить российские вооружённые силы в полностью профессиональную армию, отменив призыв.

## Результаты
Явлинский набрал 1,05 % голосов и, тем самым, занял 5-е место. Наибольшее количество голосов Явлинский получил в Москве (3,17 %) и в Санкт-Петербурге (3,18 %).
В декабре 2019 года в интервью «Эхо Москвы» Явлинский сообщил, что не планирует участвовать в президентских выборах 2024 года: «Я баллотировался трижды — этого достаточно. Теперь я буду кого-то поддерживать, кому-то сильно помогать и на кого-то буду работать».

Результаты Григория Явлинского на президентских выборах в России 2018 года